# Bisbat de Siedlce

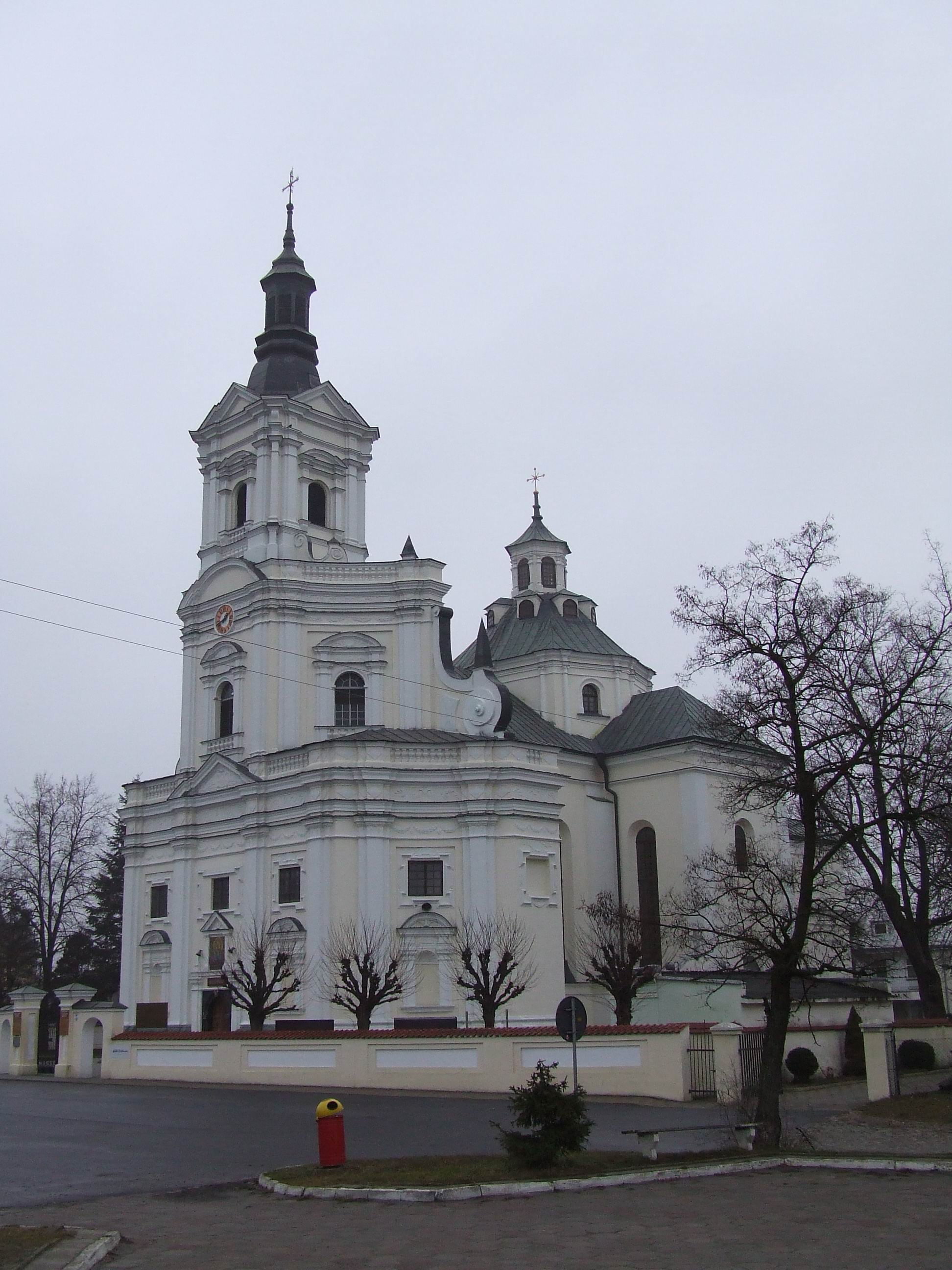
El santuari marià de Kodeń

El bisbat de Siedlce (polonès: Diecezja siedlecka, llatí: Dioecesis Siedlecensis) és una seu de l'Església Catòlica a Polònia, sufragània de l'arxidiòcesi de Lublin. Al 2014 tenia 714.630 batejats sobre una població de 726.100 habitants. Actualment està regida pel bisbe Kazimierz Gurda.

## Territori
La diòcesi comprèn la part oriental del voivodat de Masòvia i la part septentrional del de Lublin.
La seu episcopal és la ciutat de Siedlce, on es troba la catedral de la Immaculada Concepció de Maria Verge.
El territori s'estén sobre 11.440 km², i està dividit en 245 parròquies, agrupades en 25 deganats.

## Història
La diòcesi de Podlasie o Janów va ser establerta el 30 de juny de 1818 pel Papa Pius VII mitjançant la butlla Ex imposita nobis. El territori va ser pres de la diòcesi de Brest i Podlasie, que havia estat erigida el 1404 i suprimida el 1797 pel tsar. En aquest territori en què es van agregar algunes parròquies es va escindir de les diòcesis de Poznań, de Płock, de Cracòvia, de Luc'k i de Chełm.
El 22 de maig de 1867 la diòcesi va ser suprimida pel tsar Alexandre II], i el seu territori va ser annexat a la diòcesi de Lublin. La supressió mai no va ser reconeguda per la Santa Seu: els acords de 24 de desembre de 1882 van establir la diòcesi de Podlasie o Janów fos donada a l'administració als bisbes de Lublin.
Tot just acabada la Primera Guerra Mundial, Roma es va afanyar a nomenar un nou bisbe per a la seu de Podlasie el 24 de setembre de 1918. La seu va ser desplaçada de Janów a Siedlce pel Papa Pius XI en la butlla Pro recto et utili del 25 de gener de 1924 i el 28 d'octubre de 1925 va assumir el nom actual en virtut de la butlla Vixdum Poloniae unitas del mateix Papa.
En els anys vint i trenta el bisbe Henryk Ignacy Przeździecki prengué una iniciativa per a la conversió dels ortodoxos al catolicisme, aprofitant les circumstàncies polítiques favorables i la crisi de l'Església ortodoxa a Polònia. Amb el suport inicial del nunci apostòlic a Polònia Achille Ratti i la col·laboració dels jesuïtes de ritu bizantí, seguint la instrucció Zelum amplitudinis aconseguit tenir tan aviat com 1927 14 parròquies de ritu eslau. En 1931 la Santa Seu el va nomenar el bisbe ucraïnès Mykola Čarneckyj com a ordinari per als fidels bizantins-eslaus (anomenats "neouniati"), però els desacords sobre la base del concordat amb Polònia li va permetre exercir només el càrrec de visitador apostòlic.
Durant la Segona Guerra Mundial moltes parròquies neouniates van ser suprimides i van tornar a l'Església ortodoxa. El 1947 es va mantenir quatre parròquies en territori polonès, que van desaparèixer en els anys següents a causa del desplaçament forçat dels habitants. Romangué només la parròquia de Kostomłoty, encara que els fidels neouniati són presents en altres parts de Polònia.
El 25 de març de 1992, com a part de la reorganització de les diòcesis poloneses encarregades pel Papa Joan Pau II, mitjançant la butlla Totus tuus Poloniae populus,, va esdevenir sufragània de l'arxidiòcesi de Lublin.
El 2007 també es confiaren al bisbe de Siedlce els fidels de l'Església catòlica de ritu eslau a Polònia, amb jurisdicció sobre la parròquia de Kostomłoty.

## Cronologia episcopal
- Feliks Łukasz Lewiński † (29 de març de 1819 - 5 d'abril de 1825 mort)
- Jan Marceli Gutkowski † (3 de juliol de 1826 - 19 de maig de 1842 dimesso)[2]
- Piotr Paweł Beniamin Szymański † (18 de setembre de 1856 - 15 de gener de 1868 mort)
  - Sede vacante (1868-1918)
- Henryk Ignacy Przeździecki † (24 de setembre de 1918 - 9 de maig de 1939 mort)
  - Sede vacante (1939-1946)
- Ignacy Swirski † (12 d'abril de 1946 - 25 de març de 1968 mort)
- Jan Mazur † (24 d'octubre de 1968 - 25 de març de 1996 jubilat)
- Jan Wiktor Nowak † (25 de març de 1996 - 25 de març de 2002 mort)
- Zbigniew Kiernikowski (28 de març de 2002 - 16 d'abril de 2014 nomenat bisbe de Legnica)
- Kazimierz Gurda, des del 16 d'abril de 2014

## Estadístiques
A finals del 2014, la diòcesi tenia 714.630 batejats sobre una població de 726.100 persones, equivalent al 98,4% del total.
| any  | població | població | població | sacerdots | sacerdots       | sacerdots       | sacerdots             | diaques | religiosos | religiosos | parròquies |
| ---- | -------- | -------- | -------- | --------- | --------------- | --------------- | --------------------- | ------- | ---------- | ---------- | ---------- |
| any  | batejats | total    | %        | total     | clergat secular | clergat regular | batejats por sacerdot | diaques | homes      | dones      |            |
| 1950 | 738.268  | 784.300  | 94,1     | 355       | 328             | 27              | 2.079                 |         | 49         | 306        | 246        |
| 1970 | ?        | 771.940  | ?        | 512       | 473             | 39              | ?                     |         | 77         | 495        | 242        |
| 1980 | 816.482  | 886.282  | 92,1     | 492       | 447             | 45              | 1.659                 |         | 63         | 486        | 244        |
| 1990 | 857.194  | 881.237  | 97,3     | 550       | 503             | 47              | 1.558                 |         | 65         | 440        | 265        |
| 1999 | 726.947  | 743.721  | 97,7     | 595       | 540             | 55              | 1.221                 |         | 77         | 347        | 241        |
| 2000 | 736.904  | 757.152  | 97,3     | 607       | 555             | 52              | 1.214                 |         | 74         | 374        | 242        |
| 2001 | 742.809  | 756.562  | 98,2     | 623       | 565             | 58              | 1.192                 |         | 80         | 383        | 243        |
| 2002 | 737.367  | 751.555  | 98,1     | 632       | 576             | 56              | 1.166                 |         | 79         | 377        | 243        |
| 2003 | 739.699  | 751.127  | 98,5     | 638       | 582             | 56              | 1.159                 |         | 85         | 355        | 243        |
| 2004 | 741.185  | 752.692  | 98,5     | 611       | 550             | 61              | 1.213                 |         | 75         | 337        | 242        |
| 2010 | 724.675  | 736.014  | 98,5     | 658       | 592             | 66              | 1.101                 |         | 86         | 300        | 244        |
| 2014 | 714.630  | 726.100  | 98,4     | 660       | 593             | 67              | 1.082                 |         | 87         | 299        | 245        |